# Congleton
Pour la circonscription électorale, voir Congleton (circonscription britannique).
Congleton est une ville d'Angleterre dans le Cheshire sur la Dane.

## Géographie
Mossley est parfois considérée comme la partie la plus riche de la ville. Hightown est situé avant Mossley, entre la ville et la gare ferroviaire. West Heath est un domaine relativement récent construit du début des années 1960 au début des années 1980. Lower Heath se trouve au nord de la ville. On y trouve également le centre-ville.
En termes de géographie physique, Congleton est située dans la vallée de la rivière Dane. Au sud de la ville se trouve une étendue d'espace vert connue localement sous le nom de Priesty Fields, qui forme un couloir vert jusqu'au cœur de la ville - une caractéristique rare dans les villes anglaises. En termes de folklore, la légende veut que Priesty Fields ait été baptisé ainsi parce qu'aucun prêtre ne desservait la ville. Le prêtre le plus proche était basé dans le village voisin de Astbury. On raconte que le prêtre marchait le long d'un ancien chemin médiéval qui passait entre les champs de l'église paroissiale d'Astbury et de l'église St Peter de Congleton.

## Histoire
Les premiers établissements de la région de Congleton datent du Néolithique. Des artefacts de l'âge de pierre et de l'âge du bronze ont été trouvés dans la ville. On pensait autrefois que Congleton était une colonie de l'Empire romain, bien qu'il n'existe aucune preuve archéologique ou documentaire à cet égard. Congleton est devenue une ville de marché après que les Vikings aient détruit la ville voisine de Davenport.
Godwin, comte de Wessex tenait la ville à l'époque saxonne. La ville est mentionnée dans le Domesday Book, où elle est répertoriée comme Cogeltone : Bigot de Loges. Guillaume le Conquérant a accordé l'ensemble du Cheshire à son neveu le comte de Chester qui a construit plusieurs fortifications dont le château de la ville en 1208. Au XIIIe siècle, Congleton appartenait à la famille de Lacy. Henry de Lacy, 3e comte de Lincoln a accordé à la ville sa première charte en 1272, lui permettant d'organiser des foires et des marchés, d'élire un maire et un goûteur de bière, d'avoir une guilde de marchands et de décapiter les criminels connus.
En 1451, la rivière Dane déborde, détruisant un certain nombre de bâtiments, le moulin et le pont en bois de la ville. La rivière a été détournée et la ville a été reconstruite sur un terrain plus élevé.
Congleton est devenue tristement célèbre dans les années 1620, lorsque les combats d'ours et de coqs étaient des sports populaires. La ville ne parvenait pas à attirer de grandes foules à ses concours d'appâtage d'ours et n'avait pas les moyens de payer un nouvel ours plus agressif.  La légende raconte que Congleton a dépensé l'argent qu'ils allaient dépenser pour une bible sur un ours. Cette légende a valu à Congleton le surnom de Beartown. Le refrain de la chanson folklorique du XXe siècle Congleton Bear, de l'artiste folklorique John Tams (en), est le suivant :
« Congleton Rare, Congleton Rare
J'ai vendu la Bible pour acheter un ours ».
Pendant la Guerre civile, l'ancien maire et avocat John Bradshaw est devenu président du tribunal qui a envoyé Charles Ier à son exécution en 1649. Sa signature en tant que procureur général fut la première sur l'arrêt de mort du roi. Une plaque sur Bradshaw House dans Lawton Street le commémore. Presque en face de l'hôtel de ville, la maison publique White Lion porte une plaque bleue, placée par la Congleton Civic Society, qui se lit comme suit : « Le White Lion, construit au 16-17e siècle. Aurait abrité le bureau de l'avocat où John Bradshaw, régicide, a servi ses articles ».
Le roi Edward I a accordé la permission de construire un moulin. Congleton est devenu un important centre de production textile, notamment de gants en cuir et de dentelle. Congleton possédait un premier moulin à soie, le Old Mill construit par John Clayton et Nathaniel Pattison en 1753. D'autres moulins ont suivi, et le coton a également été filé. La prospérité de la ville dépendait des tarifs douaniers imposés sur la soie importée. Lorsque les droits de douane ont été supprimés dans les années 1860, les moulins vides ont été convertis à la coupe du fustian. Une industrie limitée de tissage de rubans de soie a survécu jusqu'au XXe siècle, et des étiquettes tissées étaient encore produites dans les années 1990. De nombreux moulins subsistent sous forme d'unités industrielles ou résidentielles.
L'hôtel de ville de Congleton a été conçu dans le style gothique par Edward William Godwin (en). Il a été achevé en 1866.

## Personnalités liées à la ville
- Ian Brightwell (1968-),  footballeur puis entraîneur anglais, y a grandi ;
- Robert Hodgson (1773-1844), prêtre, y est né ;
- Thomas Reade (1782-1849), officier supérieur britannique lors des guerres napoléoniennes, puis le consul général de son pays à Tunis, y est né ;
- Marguerite Ward (?-1588), martyre catholique condamnée pour avoir aidé un prêtre à s’évader de prison sous le règne d’Élisabeth Ire, y est née ;
- John Whitehurst (1713-1788), horloger et scientifique anglais qui contribua de façon notable aux débuts de la géologie, y est né.

## Jumelages
- Trappes (France) depuis 1962[1]